# Mammalitaliani
Mammalitaliani è un album degli Après La Classe pubblicato il 20 aprile 2010 da Sunny Cola, etichetta di Caparezza, e distribuito da Universal Music.
Il disco contiene due brani coprodotti da Caparezza e il brano Mammalitaliani che dà il titolo all'album, avente come tema principale l'Italia e la sua società. Quest'ultimo è stato scritto con la collaborazione dello stesso Caparezza.

## Tracce
1. Mammalitaliani
2. O la borsa o la vita
3. Per un giorno di pioggia
4. Perdonami
5. Caravan
6. Io no...
7. Dolore
8. Ancora suona
9. Lettera a Dio
10. Chi di noi due
11. La banda
12. Infiniti lamenti
13. Musique